# Erich Meier
Erich Meier (30 de març de 1935 - 8 de febrer de 2010) va ser un futbolista alemany que jugava d'extrem. Amb l'Eintracht Frankfurt, Meier va guanyar el campionat alemany el 1959 i va arribar a la final de la Copa d'Europa de 1960 contra el Reial Madrid. En la seva professió principal era tècnic de construcció.

## Carrera professional
Meier va començar la seva carrera amb l'equip amateur FV 09 Breidenbach i es va traslladar a Frankfurt el 1956. Erich Meier va tenir els seus moments més destacats als partits de la Copa d'Europa de 1959–60, ja que va marcar quatre gols en sis partits. Així s'origina el seu sobrenom, Meier, l'il·luminador. Va jugar com a titular la final de la Copa d'Europa de 1960, que l'Eintracht Frankfurt va perdre contra el Reial Madrid per 7 a 3 al Hampden Park de Glasgow, i que va tancar per al club madrileny la ratxa de cinc victòries consecutives a la Copa d'Europa.
Podria dir-se que les seves dues aparicions més recordades inclouen el partit final al Hampden Park de Glasgow i el partit de tornada de la semifinal al Rangers, on va contribuir amb dos gols a la victòria per 6-3.
A l'Oberliga va ser eclipsat per Lothar Schämer, per la qual cosa va passar al FC Kaiserslautern el 1962. Després d'això, es va traslladar als Països Baixos, on va jugar per l'Alkmaar '54 i l'AGOVV Apeldoorn, on va acabar la seva carrera al final de la temporada 1965–66.